# Нернст (лунный кратер)
Кратер Нернст (лат. Nernst) — большой древний ударный кратер в северном полушарии обратной стороны Луны. Название присвоено в честь немецкого химика Вальтера Германа Нернста (1864—1941) и утверждено Международным астрономическим союзом в 1970 г. Образование кратера относится к нектарскому периоду.

## Описание кратера

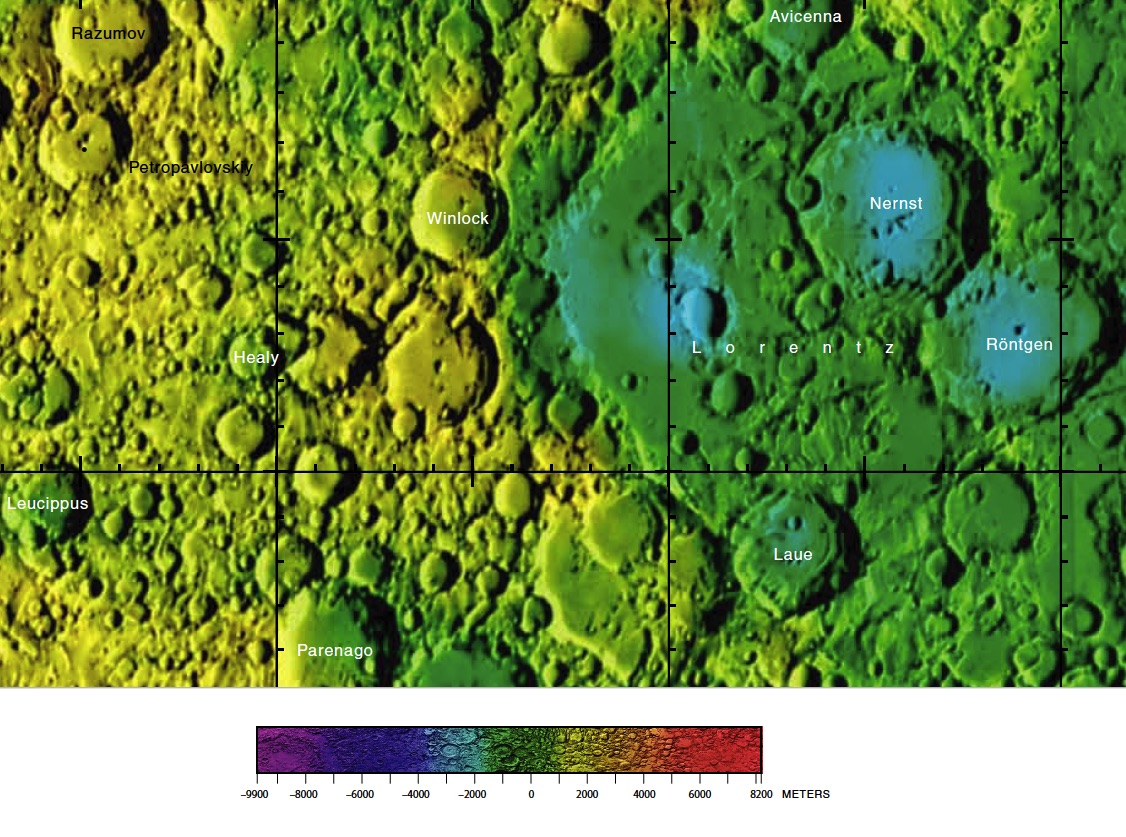
Окрестности кратера Нернст. Фрагмент карты обратной стороны Луны.

Кратер Нернст находится в северо-восточной части чаши кратера Лоренц. Другими ближайшими соседями кратера являются кратер Авиценна на севере-северо-западе; кратер Бунзен на северо-востоке и кратер Рентген примыкающий к кратеру Нернст на юго-востоке. На востоке от кратера расположен Океан Бурь. Селенографические координаты центра кратера 35°34′ с. ш. 94°38′ з. д. / 35,57° с. ш. 94,64° з. д., диаметр 121,5 км, глубина 2,9 км.
Кратер Нернст имеет полигональную форму и значительно разрушен. Вал сглажен, но сохранил достаточно четкие очертания, внутренний склон террасовидной структуры, в южной части отмечен несколькими небольшими кратерами. Высота вала над окружающей местностью 1570 м, объем кратера составляет приблизительно 14000 км³. Дно чаши плоское, затоплено лавой при застывании которой образовалась сеть борозд окруженных темными пирокластическими отложениями. В западной части чаши расположен небольшой эллиптический кратер, имеется массив центральных пиков несколько смещенный к югу от центра чаши.

## Сателлитные кратеры

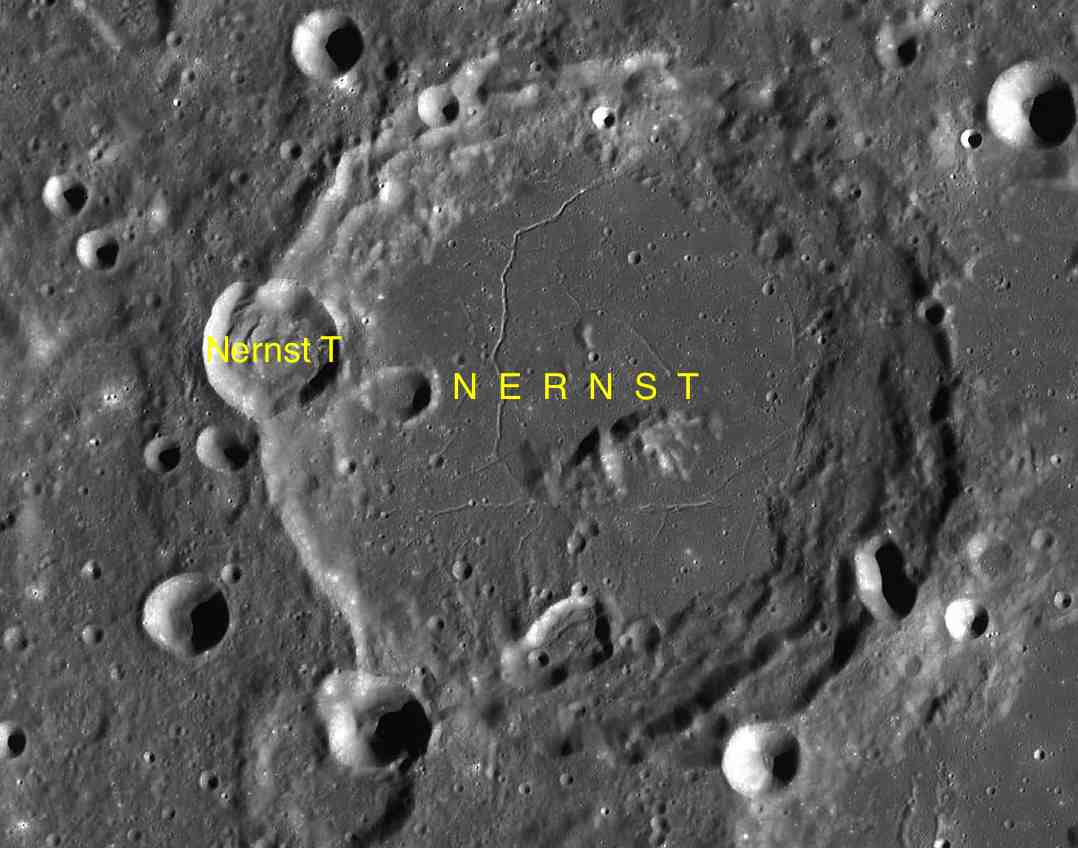
Фрагмент карты LAC-36.

| Нернст | Координаты                                           | Диаметр, км |
| ------ | ---------------------------------------------------- | ----------- |
| T      | 35°53′ с. ш. 96°54′ з. д. / 35,88° с. ш. 96,9° з. д. | 24,0        |